# Polycarp Müller
Gottfried Polycarp Müller oder Mueller (auch Gottfried Polycarpus Müller; * 14. Juni 1684 in Stollberg/Erzgeb.; † 17. Juni 1747 in Urschkau) war ein deutscher evangelischer Bischof, Rhetoriker und Philosoph.

## Leben
Müller war Sohn des Pastors Gottfried Müller. 1701 wurde er an der Universität Leipzig zum Studium der Theologie und Philosophie immatrikuliert. 1704 erhielt er in Leipzig den Magistergrad, bevor er 1705 zum Studium der Gräzistik und Orientalistik an die Universität Altdorf kam, wobei er insbesondere unter dem Einfluss von Johann Christoph Wagenseil stand. Dort wurde er als Polycarpo in den Pegnesischen Blumenorden aufgenommen. In den Jahren 1706 und 1708 begab er sich auf eine größere Studienreise, wobei er seine Sprachkenntnisse vertiefte. In Holland betrieb er zudem kabbalistische Studien, danach war er in England. Auf seiner Studienreise lernte er bei seinem Aufenthalt in Rijnsburg Pierre Poiret kennen.
Müller kehrte 1708 nach Leipzig zurück. In der Folgezeit trat er schriftstellerisch in Erscheinung. 1714 habilitierte er sich an der Leipziger Hochschule mit der Dissertation De mente substantia a corpore essentialiter diversa zum Magister legens und hielt Vorlesungen, teilweise in deutscher Sprache. Seine Berufung als außerordentlicher Professor der Eloquenz und Poesie erfolgte 1716 an der Philosophischen Fakultät. 1723 folgte er einem Ruf als Rektor an das Gymnasium Zittau. Dort wurde er am 8. Juli ins Amt eingeführt. Sein Schulkonzept ist in der Schrift Auffrichtige Vorstellung der Lectionen und Einrichtungen des Directoris in dem Zittauischen Gymnasio festgehalten. 1729 bewertete eine kurfürstliche Kommission seine Arbeit am Gymnasium positiv. Allerdings gab es in der Bürgerschaft Zittaus Vorbehalte gegen seine Amtsführung.
Müller stand ab 1727 in Kontakt zur Herrnhuter Brüdergemeine, ab 1729 im Austausch mit Nikolaus Ludwig Graf von Zinzendorf. Dieser Kontakt führte zu einer Untersuchung, wobei Müller 1732 freigesprochen wurde. Im orthodoxen Zittau verschlechterte sich allerdings der Stand Müllers weiter. Als Müller mit seiner Frau 1734 der Gemeine beitrat, kam es zu einer weiteren Untersuchung. Müller bat daraufhin um seine Entlassung aus dem Rektorendienst, die am 7. Mai 1738 in Pirna vollzogen werden konnte. Anschließend zog er nach Herrnhut.
Müller wurde 1740 Bischof der Mährischen Kirche mit Sitz in Marienborn. Dort war er außerdem Leiter des Pädagogiums sowie des Theologischen Seminars. Er beförderte auch die Gründung der Gemeinde in Neudietendorf und geriet darüber mit Zinzendorf nach dessen Rückkehr aus Amerika 1743 in Streit, da dieser nicht die Institutionalisierung vorantreiben wollte. Auf Zinzendorfs Betreiben musste sich Müller in den Osten zurückziehen. 1744 wurde er Bischof der Mährischen Kirche in Schlesien. Er hatte seinen Sitz in Nieder Peilau. Dort gründete er ein Pädagogium und ein theologisches Seminar. Dieses verlegte er 1745/1746 schrittweise nach Urschkau, wo er wenige Zeit später nach kurzer schwerer Krankheit starb.
Als Bischof Polycarp wurde er in Neusalz an der Oder beigesetzt. Anlässlich des Todes von Müller würdigte Zinzendorf, mit dem er sich nur wenige Jahre zuvor überworfen hatte, das Wirken Müllers.

## Werke (Auswahl)
- Physiologia Moralis De Temperamentorum Propensionumque Humanarum Connexione, Leipzig 1708.
- Kurtzer Entwurff der Allgemeinen Klugheit zu leben, Zum Grund Eines Collegii hierüber aufgesetzet, Lanckisch, Leipzig 1710.
- Academische Klugheit in Erkenntnis und Erlernung nützlicher Wissenschaftten : darinnen die Methode sie zu erlernen und von allen Facultäten wohl zu Urtheilen gewesen wird, 2 Bände, Stock, Leipzig 1712–1720.
- Mens Substantia, A Corpore Essentialiter Diversa, 2 Bände, Schede, Leipzig 1714.
- Idea eloquentiae nov-antiquae, Stock, Leipzig 1717.
- Philosophia facultatibus superioribus accommodata, 2 Bände, Frankfurt und Leipzig 1718–1719.
- Auffrichtige Vorstellung der Lectionen und Einrichtungen des Directoris in dem Zittauischen Gymnasio, Zittau 1734